# Avril 1968

## Évènements
- France : début de l'agitation dans les universités et les lycées.
- Un premier groupe de 150 experts chinois (sur 300 attendus) arrive en Tanzanie à bord du paquebot MV Yaohua. Ils sont chargés de commencer les travaux d'arpentage des 1 700 km de voies ferrés destinées à relier Dar es Salaam au Copperbelt, la région des mines de cuivre de Zambie. Le projet est financé par un prêt de 100 millions de livres sterling à la Tanzanie et à la Zambie.

- 1er avril : les belligérants américains et nord-vietnamiens acceptent de discuter. Des pourparlers s'ouvrent à Paris qui amènent l'arrêt total des bombardements sur le Nord en octobre.
- 3 avril : discours de Martin Luther King : I've been to the mountaintop[1].
- 4 avril : Martin Luther King, pasteur baptiste et homme politique américain est assassiné à Memphis Tennessee[2]. Des émeutes éclatent dans la plupart des grandes villes, dont Washington. Trente-neuf personnes, dont trente-cinq Noirs, sont tuées.
- 5 avril : le Comité central du Parti communiste tchécoslovaque approuve a l'unanimité le programme d'Alexander Dubček intitulé « la Voie tchécoslovaque vers le socialisme ».
- 7 avril, France : décès de Pépée, le chimpanzé femelle de Léo Ferré.

- 8 avril :
  - France : la fusée française Véronique est lancée de la base spatiale de Kourou (Guyane).
  - Entrée en vigueur de la nouvelle constitution de la République démocratique allemande, approuvée par plébiscite le 6 avril : la RDA y est définie comme un « État socialiste de nation allemande ».
- 11 avril : 
  - Le président Johnson signe la loi sur les droits civiques.
  - Une tornade au Pakistan provoque 200 morts et 1200 blessés.
  - Attentat contre Rudi Dutschke, chef de file de la ligue des étudiants socialistes.
- 12 avril et 13 avril : conséquences de l'attentat contre Rudi Dutschke, violentes manifestations d'étudiants à Berlin-Ouest, en Allemagne de l'ouest.
- 18 avril[3] : coup d'État militaire en Sierra Leone.
- 20 avril : 
  - Le libéral Pierre Trudeau Premier ministre du Canada. C’est le début de la trudeaumanie.
  - Canada : Jean-Marie Fortier devient archevêque de l'Archidiocèse de Sherbrooke.
  - Royaume-Uni : discours de Birmingham du conservateur Enoch Powell qui réclame l'arrêt de l'immigration afin de préserver l'identité nationale.
- 27 avril : loi légalisant l'avortement pour raisons médicales au Royaume-Uni[4].
- 29 avril, France : début de la diffusion de la série animée, Les Shadoks à la télévision française, sur la deuxième chaîne en noir et blanc de l'ORTF à 20h30. Ce dessin animé novateur et caustique, créé par Jacques Rouxel avec la voix du comédien Claude Piéplu, va diviser les Français entre ceux qui aiment et ceux qui détestent.

## Naissances
- 1er avril : Alexander Stubb, homme d'État finlandais.
- 3 avril : Mohamed Mahmoud Ould Mohamedou, Historien et diplomate américano-helvético-mauritanien († 17 septembre 2024).
- 7 avril : Lori Chavez-DeRemer, femme politique américaine.
- 14 avril : Anthony Michael Hall, acteur américain, membre du Brat Pack.
- 15 avril : Ed O'Brien, guitariste britannique, membre du groupe Radiohead.
- 19 avril : Mswati III du Swaziland roi du Swaziland.
- 20 avril : Arminka Helić, paire et femme politique britannique.
- 21 avril : Jean-Louis Agobet, compositeur.
- 22 avril : Zarley Zalapski, joueur de hockey sur glace canadien et suisse († 10 décembre 2017).
- 24 avril :
  - Aidan Gillen, acteur irlandais.
  - Rose Boyata Monkanju, femme politique congolaise.
- 28 avril : Scott Putesky, musicien américain († 22 octobre 2017).
- 29 avril : Kolinda Grabar-Kitarović, femme d'État croate.

## Décès
- 4 avril : Martin Luther King, pasteur baptiste et homme politique américain (° 15 janvier 1929).
- 7 avril : Jim Clark, pilote de Formule 1 britannique.
- 9 avril : Zofia Kossak-Szczucka, écrivain, essayiste et résistante polonaise (° 8 août 1890).
- 13 avril : Albert Valentin, scénariste et réalisateur belge (° 5 août 1902).
- 16 avril : Laurence Vail, romancier, poète, peintre et sculpteur français (° 28 janvier 1891).
- 18 avril : Robert Lazurick, directeur du journal L'Aurore à Paris dans un accident de voiture.
- 29 avril : Aubin-Edmond Arsenault, premier ministre de l'Île-du-Prince-Edouard.
- 29 avril : Lin Zhao, écrivaine chinoise, exécutée.